# Faludi Béla
Faludi Béla (született Fischer Béla) (Baja, 1909. július 16. – Szeged, 1984. január 19.) orvos, biológus-genetikus, egyetemi tanár, a biológiai tudományok doktora (1965).

## Életrajza
Baján Fischer Áron kereskedő és Braun Szidónia gyermekeként született. Apai nagyszülei Fischer Manó fűszerkereskedő és Engel Johanna, anyai nagyszülei Braun Herman és Ripp Karolina voltak. Egyetemi tanulmányait Olaszországban végezte, 1936-ban szerzett orvosdoktori oklevelet, majd laboratóriumi orvosi gyakorlatot folytatott.
1948-ban a budapesti tudományegyetemen mint intézeti tanár kapott megbízást a Biológiai Tanszék megszervezésére, amelynek első vezetője, majd 1953-tól tanszékvezető egyetemi tanára lett. 1973-tól 1979-ig, nyugalomba vonulásáig, beosztott egyetemi tanárként működött az Általános Biológiai Intézetből kialakult Származás- és Örökléstani, majd Genetikai Tanszéken.

## Munkássága
Kutatási területe a növényi szövettenyészetek és a gerinctelen állatok biokémiai-örökléstani viszonyai, valamint a molekuláris evolúció elméleti, ideológiai kérdései voltak. 
Az ötvenes évek szovjet biológiai és genetikai irányzatának aktív képviselője és terjesztője volt, amelyről számos publikációja jelent meg. Doktori értekezésében hazánkban az elsők között foglalkozott a növényi szövetek rezisztenciáját kiváltó auxinherbicidekkel és a szövettenyésztés alapjaival.
Egyik kezdeményezője volt az egyetemi szakképzés bevezetésének.

## Főbb munkái
- A darwinizmus alapjai (Budapest, 1950)
- Örökléstan (egyetemi tankönyv, Budapest, 1961)
- Származástan (egyetemi tankönyv, Budapest, 1974)